# مبارزة على المسيسيبي
فيلم مبارزة على المسيسيبي هو فيلم أمريكي غربي عام 1955 من إخراج وليام كاسل وبطولة ليكس باركر وباتريشيا مدينا.

## القصة
أندريه تولين (باركر)، سليل عائلة مزرعة في عام 1820 لويزيانا، مرتبط لليلي سكارليت (المدينة)، ملكة سفن القمار بسبب ديونه. يواجهان معًا قراصنة النهر بقيادة خطيبها السابق (ستيفنز) الذي يسيطر على القارب.

## طاقم الممثلين
- ليكس باركر بدور أندريه تولين
- باتريشيا مدينا بدور ليلى سكارليت
- وارن ستيفنز في دور هوغو مارات
- كريج ستيفنز في دور رينيه لافارج
- جون دهنر في دور جول تولين
- إيان كيث في دور جاك سكارليت
- كريس ألكايد في دور انطون
- جون مانسفيلد في دور لوي
- سيليا لوفسكي في دور سيليست تولين
- لو ميريل مثل جورج غابرييل (مثل لو ميريل)
- ميل ويلز في دور شريف

## روابط خارجية
- مبارزة على المسيسيبي  في قاعدة بيانات الأفلام على الإنترنت (بالإنجليزية)
- مبارزة على المسيسيبي في قاعدة بيانات تيرنر كلاسيك موفيز للأفلام.